# ربات سکس

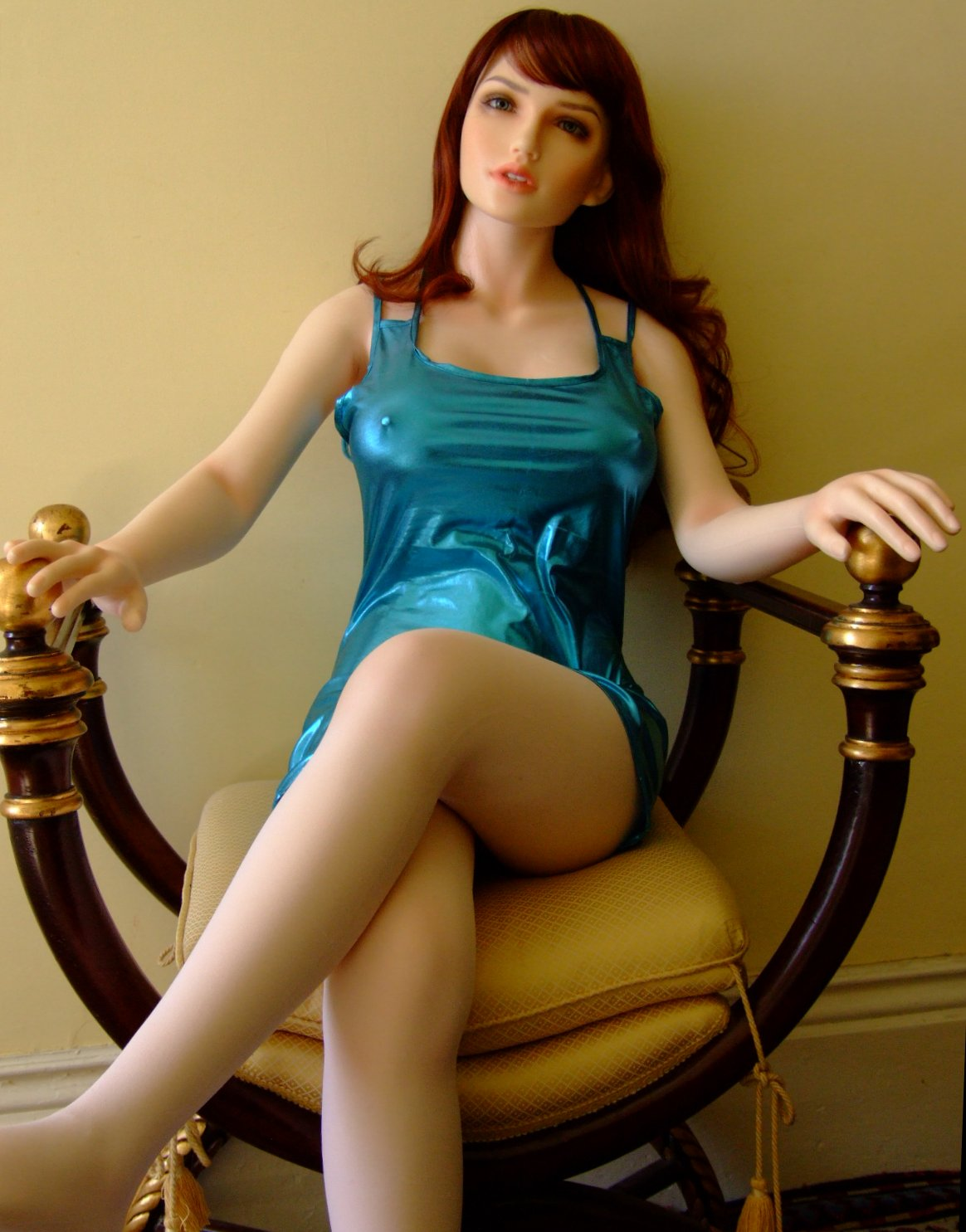
ربات سکسی با الهام‌گیری از انسان

ربات سکس (به انگلیسی: Sex Robot) در فرضیه به معنای ادغام ربات با عروسک سکس به نحوی که انسان‌انگاری یا شباهت آن به انسان بسیار زیاد باشد. با وجود آن‌که تا سال ۲۰۱۶، هنوز هیچ ربات سکسی که کارکرد واقعی سکس را دارا باشد در بازار موجود نیست، اما باور بر این است که این فناوری در آینده نزدیک ممکن خواهد بود و حتی بحث‌های فراوانی پیرامون این که آیا اصلاً خلق چنین فناوری اخلاقی هست یا خیر، شکل گرفته‌است.

## پیش‌بینی‌ها
در ژوئن ۲۰۰۶، هنریک کریستنسن، عضو شبکه پژوهش‌های رباتی اروپا به روزنامه انگلیسی ساندی تایمز گفت: «تا ۵ سال آینده مردم با ربات‌ها سکس خواهند کرد.»
در سال ۲۰۱۴، دیوید لوی، نویسنده عشق‌بازی و سکس با ربات‌ها در مصاحبه‌ای با نیوزویک گفت: «من فکر می‌کنم که ربات‌های سکس برای جامعه موهبتی خواهند بود … میلیون‌ها انسان هستند که به هر دلیلی قادر به برقراری رابطه نیستند.» وی تخمین زده که تا اواسط قرن ۲۱ سکس با ربات کاملاً عادی خواهد شد.

## تلاش‌ها برای ساخت
تلاش‌هایی در جریان است تا ربات‌ها را اجتماعی کنند. در ۲۰۱۰ یک عروسک سکس به نام راکسی با قابلیت پخش جملات از پیش ضبط شده وارد بازار شد. مت مک‌مولن، مخترع ریل‌دول، در ۲۰۱۵ گفت که می‌خواهد ربات سکسی بسازد که بتواند با فرد صحبت کند.
از سال ۲۰۱۸، اگرچه عروسک‌های جنسی با ابزار دقیق توسط تعدادی مخترع ساخته شده‌اند، اما هنوز هیچ ربات جنسی کاملاً متحرکی وجود ندارد. دستگاه‌های ساده‌ای ساخته شده‌اند که می‌توانند صحبت کنند، حالات چهره ایجاد کنند یا به لمس پاسخ دهند.

## موافقان و مخالفان
در سپتامبر ۲۰۱۵، کثلین ریچادرسون، از «دانشگاه دومونتفورت» به همراه اریک ویلینگ از «دانشگاه اسکاود» کارزاری علیه ربات‌های سکس به راه انداختند و از قانون‌گذاران درخواست کردند که ساخت ربات‌های انسان‌مانند را منع کنند. آنان استدلال می‌کنند که با آمدن چنین دستگاه‌هایی به جامعه آسیب وارد می‌شود و این بیش‌تر برای زنان و بچه‌ها بد خواهد بود.
در سپتامبر ۲۰۱۵، شرکت ژاپنی سافت‌بانک، سازنده ربات پپر منعی برای ساخت ربات سکس قائل شد. طبق این منع قانونی که در توافق‌نامه مشتری هم آمده: «دارنده حق ندارد هیچ‌گونه رابطه جنسی یا رفتار نامناسب با ربات انجام دهد».
نخستین کنگره عشق‌بازی و سکس با ربات‌ها در فونچال و به تاریخ نوامبر ۲۰۱۴ برگزار شد.
در ۲۰۱۶ بحثی در این رابطه در دوازدهمین گردهم‌آیی فدراسیون جهانی پردازش اطلاعات درگرفت به نام "فناوری و صمیمیت: اختیار یا اجبار؟"
در مورد اینکه آیا توسعه آنها از نظر اخلاقی قابل توجیه است یا خیر، اختلاف نظر وجود دارد. در سال ۲۰۱۵، کاتلین ریچاردسون، متخصص اخلاق ربات، خواستار ممنوعیت ایجاد ربات‌های جنسی انسان‌نما با نگرانی در مورد عادی‌سازی روابط با ماشین‌ها و تقویت غیرانسانی‌سازی زنان شد. از آن زمان تاکنون سؤالاتی در مورد اخلاق، آثار و مقررات قانونی احتمالی آنها مورد بحث قرار گرفته‌است.